# Gaucelm Faidit
Gaucelm Faidit (c.1170 – 1230) was een troubadour, geboren in Uzerche, in Limousin, in een familie van ridders die in dienst waren van de graaf van Turenne. Hij reisde door heel Frankrijk, Spanje en Hongarije. Tot zijn clientèle mocht hij onder andere hertog Godfried II van Bretagne en Dalfi d'Alvernha rekenen. Hij was op een bepaald moment in Poitiers aan het hof van Richard I van Engeland, voor wiens overlijden hij een beroemd Planh (klaaglied) schreef. Het is mogelijk dat Gaucelm deelnam in de Derde Kruistocht in 1189-1191, maar dit wordt betwist. Er wordt wel algemeen aangenomen dat hij in 1202 vertrok met de Vierde Kruistocht, zoals ook zijn cliënt Bonifatius van Monferatto. Vanaf 1202 zijn er geen verdere historische gegevens over hem bekend.
Er zijn drie bronnen die beweren dat Gaucelm met een prostituee trouwde. 
- Het anonieme Vida, een biografie van Gaucelm
- Een uitwisseling van gedichten tussen Gaucelm en Elias d'Ussel
- En het satirische Sirventes (over concurrerende troubadours) door de monnik van Montaudon.

Volgens de Vida was haar naam Guillelma Monja, was ze erg mooi en goed onderwezen en begeleidde ze haar echtgenoot in de kruistocht. De Vida beweert ook dat Gaucelm tamelijk vet was, en dat na hun huwelijk ook Guillelma dikker werd.
Er zijn nu ongeveer 70 gedichten en 14 melodieën van Faucelm bekend.
Zes gedichten zijn gewijd aan Bonifatius van Montferrat en twaalf aan Maria de Ventadorn. 
Een aantal van zijn gedichten worden in de manuscripten vergezeld door gedetailleerde verklaringen (Razós), betreffende de liefdesaffaires en  rivaliteiten die zogezegd de gedichten hebben geïnspireerd. Dit betreft onder andere de verhalen van Gaucelm met Hugo IX van Lusignan, zijn zoon Hugo X van Lusignan en graaf Alfons II van Provence.